# 1834年11月30日日食
1834年11月30日日食为一次在协调世界时1834年11月30日出現的日全食。該次日食食分為1.0233，食甚維持2分2秒。

## 概述
這次日食的食分是1.0233，全食維持2分2秒。

## 基本參數
- 類型：日全食
- 食甚資料：
  - 日期：1834年11月30日
  - 時間：18時56分35秒
  - 地點：35N 92W
  - 食分：1.0233
  - 日全食持續時間：2分2秒

## 外部連結
- NASA日食專頁（页面存档备份，存于）（英文）